# Судаково (городской округ город Тула)
Судаково — деревня в Тульской области России. В рамках организации местного самоуправления входит в городской округ город Тула, в рамках административно-территориального устройства — в Рассветовский сельский округ Ленинского района Тульской области.
Население по данным на 2010 год — 298 человек.

## География
Расположена к юго-западу от областного центра, города Тула, в 9 км к юго-западу от Тульского кремля.

## История
Судаковская усадьба, потесненная развернувшимся строительством Косогорского металлургического завода и сменившая несколько владельцев, до наших дней не сохранилась.
Имеются данные, что Толстые сдавали сады в аренду. В работе авторов Никитиной Н. А. и Никитина В. П. указано, что «Яблочные сараи, размещавшиеся в Старом саду, Молодом и других местах, осенью заполнялись сочными спелыми плодами, источавшими тонкий аромат, в котором утопала вся усадьба. Но сбыть богатый урожай было не просто, поэтому в самом конце XIX века Толстые стали отдавать сады в аренду: сначала купцу Ганичеву из ближней деревни Судаково, потом тульским арендаторам, купцам Проводину и Пузакову и промышленникам братьям Акимовым».

### Административно-территориальная принадлежность
До 1990-х гг. деревня входила в Рассветовский сельский Совет, с 1997 года — в Рассветовский сельский округ Ленинского района Тульской области. 
В рамках организации местного самоуправления с 2006 до 2014 гг. деревня включалась в Иншинское сельское поселение Ленинского района, с 2015 года — в Привокзальный территориальный округ в рамках городского округа город Тула.

## Население
| 2002 | 2010 |
| ---- | ---- |
| 190  | ↗298 |

## Известные уроженцы, жители
Деревню Судаково посещали Лев Николаевич Толстой и Иван Сергеевич Тургенев.
Толстой Л. Н. был очарован жительницей данного населённого пункта Валерией Владимировной Арсеньевой и серьёзно думал о женитьбе. «Однако он сразу наткнулся на непонимание и легкомысленное отношение к важным жизненным вопросам» с её стороны.
Одним из известных людей, родившихся в деревне Судаково, в XX веке является Александр Никитович Ганичев. Под руководством А. Н. Ганичева разрабатывались реактивные системы залпового огня «Град», «Ураган», «Смерч» для сухопутных войск и «Дамба», «Удав-1», «Дождь», «РПК-8» для военно-морского флота.